# 普魯士效忠宣誓

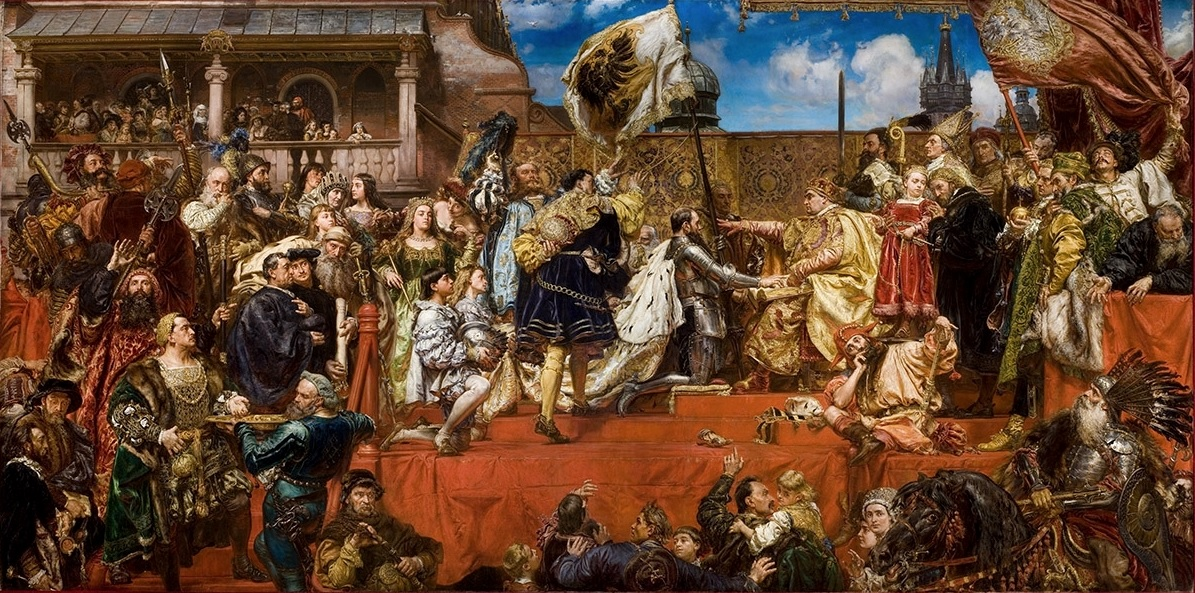
普鲁士称臣，扬·马特伊科于1882年绘

普魯士效忠宣誓為歐洲天主教統治者和新教統治者間的首一份國際性協議，於克拉科夫簽署。1525年条顿骑士团最後一任大團長—來自勃蘭登堡霍亨索倫家族的阿爾布雷希特皈依路德宗及解散騎士團，將團國世俗化為普魯士公國並成為其統治者（公爵），同時也向其舅父—波蘭國王齊格蒙特一世稱臣。同年4月8日阿爾布雷希特與齊格蒙特一世簽署條約，將普魯士騎士團世俗化，成為波蘭的封地——普魯士公國。按條約規定，阿爾布雷希特的子嗣將獲得普魯士公國的爵位繼承權；若絕男嗣則由其兄弟耶日、卡齊米日，以及揚與揚的男嗣繼承。布蘭登堡選帝侯則被排除在繼承名單之外。